# Ochthebius andreasi
Ochthebius andreasi är en skalbaggsart som beskrevs av Manfred A. Jäch 2003. Ochthebius andreasi ingår i släktet Ochthebius och familjen vattenbrynsbaggar. Inga underarter finns listade i Catalogue of Life.